# Чубовка (Черкасский район)
Чу́бовка (укр. Чубівка) — село в Черкасском районе Черкасской области Украины.
Почтовый индекс — 19645. Телефонный код — 472.

## Население
Население по переписи 2001 года составляло 246 человек.

### Языковой состав
Родной язык населения по данным переписи 2001 года:
| Язык       | Численность, чел. | Доля     |
| ---------- | ----------------- | -------- |
| Украинский | 238               | 96,75 %  |
| Русский    | 8                 | 3,25 %   |
| Итого      | 246               | 100,00 % |

## Достопримечательности
- Недалеко от села расположен Жаботинский Свято-Онуфриевский монастырь.

## Местный совет
19645, Черкасская обл., Черкасский р-н, с. Думанцы, ул. Ленина, 100